# Peter Alma
Petrus (Peter) Alma (Medan, Nederlands-Indië, 18 januari 1886 – Amsterdam, 23 mei 1969) was een Nederlands beeldend kunstenaar.

## Levensloop
Hij volgde een opleiding aan de Academie van Beeldende Kunsten in Den Haag (1904-1906) en aan de Académie Humbert in Parijs (1907-1914). Hij raakte daar bevriend met de schilders Fernand Léger, Henri le Fauconnier en Piet Mondriaan en woonde in het ateliercomplex 26, Rue du Départ waar ook Mondriaan woonde. 
Met Mondriaan ontstond een blijvende vriendschap en in 1914, bij het uitbreken van de Eerste Wereldoorlog vestigde Alma zich met Mondriaan in Laren die vanaf 1916 betrokken raakt bij de geboorte van het tijdschrift De Stijl. Anders dan Mondriaan zocht Alma onder invloed van de Russische revolutie in 1917 naar de mogelijkheden binnen de kunsten om de gemeenschap en de klassenstrijd te dienen. 
In het geheim woonde hij in 1921 de 3e Communistische Internationale in Moskou bij, waar hij contact maakte met onder anderen El Lissitsky, Tatlin, Malevitsj en Sterenberg met welke laatste hij het initiatief neemt om de Erste Russische Kunstausstellung vanuit Berlijn in 1923 naar het Stedelijk Museum in Amsterdam te laten doorreizen. In 1924 kreeg Alma zelf een overzichtsexpositie in het Stedelijk Museum.
Er ontwikkelden zich twee aspecten van zijn loopbaan; enerzijds het beeldend kunstenaarschap, met name als de graficus die met doeltreffende picturale middelen als de hout- en linosnede, de verbreiding van de sociale revolutie ondersteunde. Anderzijds manifesteerde hij zich als promotor van vooruitstrevende internationale gemeenschapskunst. Vanaf omstreeks 1926 wordt zijn grafische werk internationaal opgemerkt en wordt hij door Gerd Arntz gevraagd te ontwerpen voor het Instituut voor Beeldstatistiek in Wenen van Otto Neurath en werkt hij mee aan het opzetten van Isostat, het nieuwe Russische instituut voor beeldstatistiek in Moskou en Charkov, waar hij geruime periode met Arntz verbleef. Op 11 mei 1922 trad hij te Amsterdam met Brecht Willemse in het huwelijk. Het werd op 21 december 1938 ontbonden.
Alma overleed op 83-jarige leeftijd te Amsterdam. Enkele wandschilderingen van zijn hand zijn te zien in het Amstelstation. Na de sloop van het oude zwembad aan de Marnixstraat in 2003 werd het door Alma ontworpen tegeltableau uit dit zwembad overgebracht naar het Amstelstation.

## Werken (selectie)

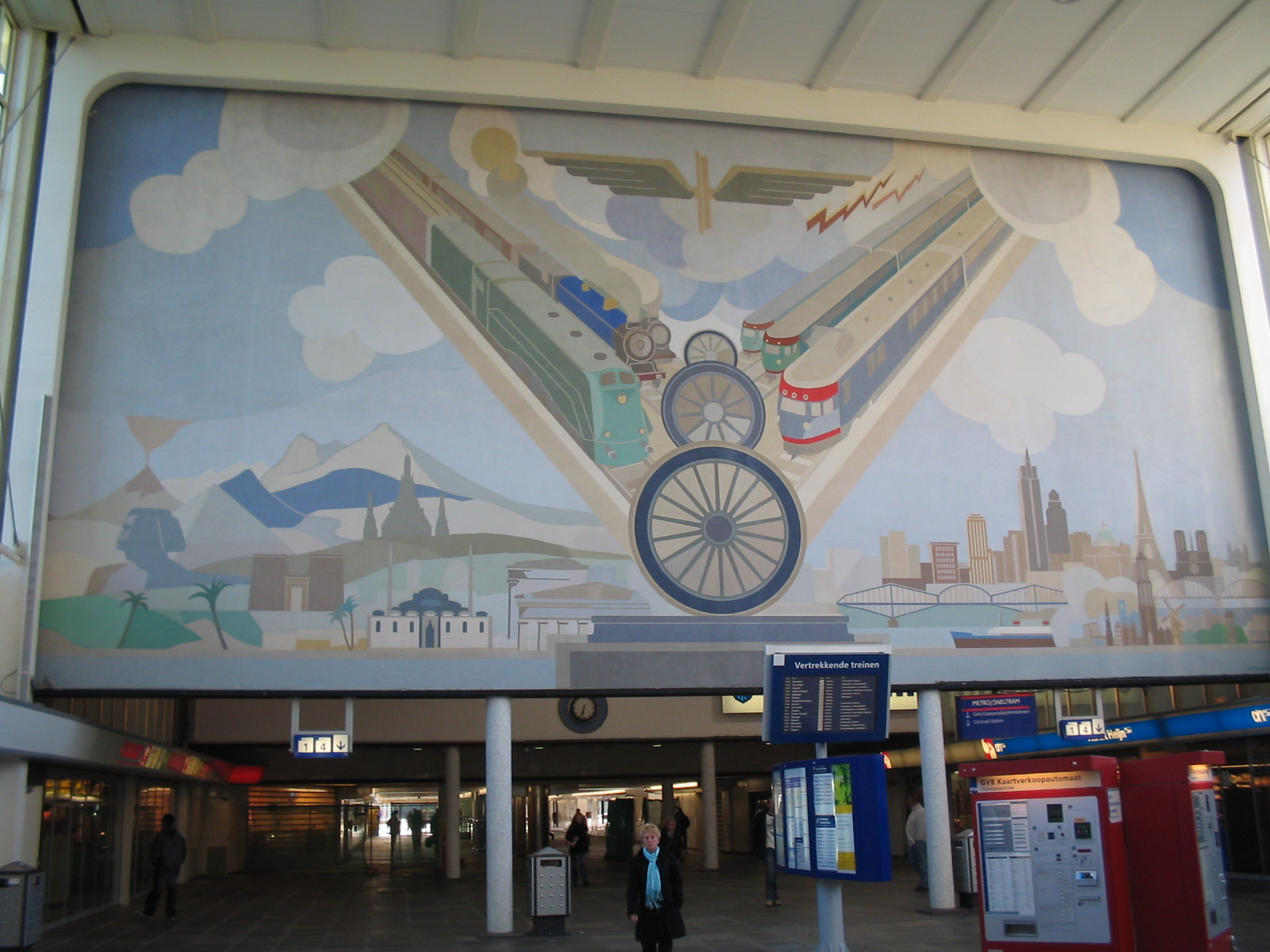
Wandschildering van Alma in het Amstelstation uit 1939.

### Publicaties
- Peter Alma (14 juni 1941) 'Enkele gezichtspunten over de wandschildering', Bouwkundig Weekblad Architectura, [62e jaargang], nummer 24, pp. 201–203.

### Schilderijen
- Zaag en viskom.[2]
- De arbeider. 1923 of eerder.[3]
- Man met houweel. 1924 of eerder.[4]

### Tekeningen
- De generaal. 1933 of eerder.[5]

### Prenten
- De werklozen. 1929-1939. Houtsnede.[6]
- Zonder titel (sociaal portret). 1930 of eerder. Linosnede (?).[7]
- Voor den achturendag. 1930 of eerder. Houtsnede.[8]
- Opvliegende vogels. 1961. Houtsnede.[9]

### Muurschildering
- Muurschildering. Zonder jaar. Amsterdam, Instituut voor Nijverheid en Techniek.[10]
- Muurschildering. 1930 of eerder. Amsterdam, Berlage Lyceum.